# Blake Berris
Blake Everett Berris es un actor estadounidense, conocido por haber interpretado a Nick Fallon en la serie Days of Our Lives y a Dusty Peterson en la película Meth Head.

## Biografía
Es hijo del director Ken Berris y de la productora Lauren Berris, su hermana es la actriz Riley Berris.
Es buen amigo de la actriz Rachel Melvin.

## Carrera
El 7 de noviembre de 2006, se unió al elenco principal de la exitosa serie Days of Our Lives, donde interpretó a Nicholas "Nick" Fallon, el hijo de Joshua Fallon y de la enfermera Jessica Horton Blake (Jean Bruce Scott), hasta el 15 de enero de 2009. En mayo del 2012 se anunció que Blake regresaría a la serie y apareció nuevamente del 27 de agosto de 2012 hasta el 12 de mayo de 2014 después de que su personaje fuera asesinado de tres disparos por su esposa Gabi Hernández (Camila Banus).
En 2011 apareció como invitado en la popular serie Breaking Bad, donde interpretó a Tucker. En 2013 se unió al elenco de la película Meth Head, donde interpretó a Dusty Peterson. En 2014 interpretó a Danny en la película dramática Broadway Lofts. En 2016 apareció como invitado en la serie Pretty Little Liars, donde interpretó a Damian Hayes. Ese mismo año dio vida a Gabriel Phillips durante el episodio "Truth, Justice and the American Way" en la serie Supergirl. A finales de año se anunció que Blake regresaría a la serie General Hospital, donde interpretaría a Damian "Spinelli" Spinelli en varios episodios a partir de enero de 2017.

## Filmografía

### Series de televisión
| Año                      | Título              | Personaje              | Notas                                          |
| ------------------------ | ------------------- | ---------------------- | ---------------------------------------------- |
| 2017 - presente          | General Hospital    | Damian Spinelli        | -                                              |
| 2017                     | Rebel               | Chris "A-Force" Adams  | episodio "Conceal & Carry"                     |
| 2017                     | Bones               | Jake Tompkins          | episodio # 12.4                                |
| 2016                     | Pretty Little Liars | Damian Hayes           | 2 episodios                                    |
| 2016                     | Supergirl           | Gabriel Phillips       | episodio "Truth, Justice and the American Way" |
| 2016                     | Riders              | Max                    | episodio "Life on Mars"                        |
| 2006 - 2009, 2012 - 2014 | Days of Our Lives   | Nicholas "Nick" Fallon | 1,441 episodios                                |
| 2011                     | The Big Bang Theory | Kevin                  | episodio "The Ornithophobia Diffusion"         |
| 2011                     | Prime Suspect       | Gary Tibbits           | episodio "Shame"                               |
| 2011                     | Breaking Bad        | Tucker                 | episodio "Cornered"                            |
| 2009                     | The Mentalist       | Rowan / Geoff          | episodio "A Dozen Red Roses"                   |
| 2008                     | The Starter Wife    | Corey                  | 3 episodios                                    |
| 2006                     | Hannah Montana      | Espíritu               | episodio "More Than a Zombie to Me"            |
| 2005                     | Numb3rs             | Joven                  | episodio "Convergence"                         |

### Películas
| Año  | Título          | Personaje      | Notas                                                                                             |
| ---- | --------------- | -------------- | ------------------------------------------------------------------------------------------------- |
| 2014 | Meet the Zillas | Billy Vyle     | corto - junto a Timothy Brennen, Brandon Moynihan, Graham Clarke, Moreen Littrell y Leslie Taylor |
| 2014 | Broadway Lofts  | Danny          | junto a Sam Alsadi, Chris Alvarado, Brent Anthony, Dustin Bayers, Ruth Bond y Clint Brink         |
| 2013 | Meth Head       | Dusty Peterson | junto a Lukas Haas, Necar Zadegan, Wilson Cruz, Scott Patterson, John W. McLaughlin y Theo Rossi  |

### Director, escritor y productor
| Año  | Título            | Notas                                     |
| ---- | ----------------- | ----------------------------------------- |
| 2017 | This Shining City | productor y escritor                      |
| 2015 | I Killed My BFF   | escritor                                  |
| 2013 | La Cucaracha      | corto - director, productor y co-escritor |
| 2013 | Prickly Rose      | corto - productor                         |

### Teatro
| Año  | Obra                      | Personaje | Director    | Teatro         | Notas                              |
| ---- | ------------------------- | --------- | ----------- | -------------- | ---------------------------------- |
| 2015 | If All the Sky Were Paper | -         | John Benitz | Lobero Theatre | junto a Peter Strauss y Kate Mansi |

## Premios y nominaciones
| Año  | Categoría                                   | Premio                 | Películas / Serie | Resultado |
| ---- | ------------------------------------------- | ---------------------- | ----------------- | --------- |
| 2014 | Best Supporting Actor                       | Grand Jury Award       | Broadway Lofts    | Nominado  |
| 2013 | LRising Star                                | Rising Star Award      | Meth Head         | Ganador   |
| 2013 | Best Supporting Actor                       | FilmOut Festival Award | Meth Head         | Ganador   |
| 2009 | Outstanding Younger Actor in a Drama Series | Daytime Emmy Award     | Days of Our Lives | Nominado  |